# Операція «Бревіті»

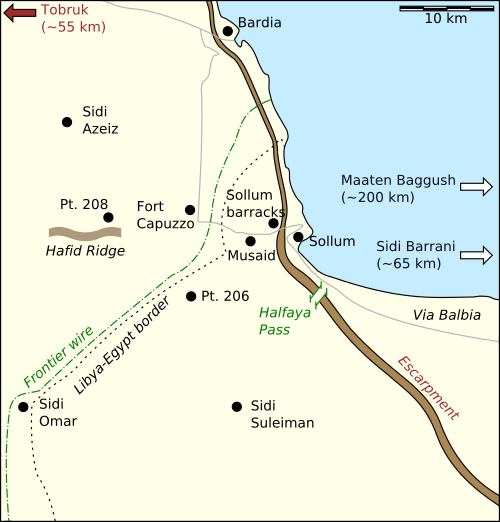

Операція «Бревіті» (англ. Operation Brevity) — короткочасна битва між британськими військами та італійсько-німецьким угрупованням корпусу «Африка» генерал-лейтенанта Е. Роммеля в ході кампанії в Лівійській пустелі поблизу лівійсько-єгипетського кордону.
За задумом головнокомандувача британськими військами на Близькому Сході, генерала Арчибальда Вейвелла, операція «Бревіті», мала за мету нанесення раптового та потужного удару по послаблених позиціях противника в районі Соллум-Капуццо-Бардіа на стику кордонів між Італійською Лівією та Єгиптом. Надалі війська Співдружності намагалися прорватися до обложеного Тобруку та визволити оточені в місті підрозділи 8-ї армії. За планом британського командування війська бригадира Вільяма Готта, наступаючи трьома колонами піхоти за підтримки бронетехніки, повинні були розгромити, як вважали британці, дезорганізованого противника та прорватися на оперативний простір, розвиваючи подальший наступ вглиб лівійської території.
З початку наступальна операція Вейвелла розвивалася відповідно до плану, й британським військам вдалося досягти ефекту раптовості, збентеживши війська Роммеля. Попри запеклого опору італійських військ був захоплений стратегічно важливий прохід Халфайа Пасс (араб. مَمَرّ حَلْفَيَا = Mamarr Ħalfayā); згодом був захоплений важливий форт Капуццо. Однак, здобуті у перші години битви перемоги були легко та швидко ліквідовані фланговими контрударами німецько-італійських військ, що отримали підкріплення; вже протягом однієї доби успіх британців був зведений на нуль.
Прохід Халфайа Пасс був визволений військами Роммеля через 11 діб в ході загального наступу німецько-італійських військ літом 1941 року та просування їх вглиб єгипетської території.